# 4-я армия (Италия)
4-я армия (итал. 4 Armata) — итальянская армия, принимавшая участие во Второй мировой войне. Армия участвовала в сражениях на территории Франции.

## Боевой путь
Армия была сформирована в июне 1938. В июне 1940 в составе Группы армий «Запад» принимала участие во Вторжении во Францию. Наступаю из Альп с перевала Литл Сент-Бернард Пасс, части 4-й армии не смогли продвинуться далеко и пробить французские пограничные укрепления. После капитуляции Франции, армия выполняла оккупационную функцию на территориях аннексированых итальянцами у Франции. В ноябре 1942 в ходе немецкой операции «Антон», с целью занятия всей территории Франции, 4-я армия оккупировала итало-французский пограничный регион и Французскую Ривьеру. После капитуляции Италии (8 сентября 1943) 4-я армия прекратила своё существование. Большая часть солдат была разоружена немцами.

### Состав армии
на 10 июня 1940 года (начало Вторжения во Францию):
- 1-й корпус
  - 1-я горно-пехотная дивизия «Суперга»
  - 24-я пехотная дивизия «Пинероло»
  - 59-я горно-пехотная дивизия «Кальяри»
  - резерв корпуса
- 4-й корпус
  - 2-я горно-пехотная дивизия «Сфорцеска»
  - 26-я горно-пехотная дивизия «Ассиета»
  - резерв корпуса
- Альпийский корпус
  - 1-я альпийская дивизия «Туриненсе»
  - Альпийская группа «Леванна»
  - 3-й альпийский полк
  - резерв корпуса
- резерв армии
  - 11-я пехотная дивизия «Бреннеро»
  - 58-я пехотная дивизия «Леньяно»
  - 2-я альпийская дивизия «Тридентина»
  - Группа «Челере»
  - различные артиллерийские, танковые, минометные соединения

## Командующие армией
- генерал Камилло Гросси (1938 - 1940)
- генерал Марио Верцелино (1940, 1941-1943)
- генерал Альфредо Гуззони (1940)
- генерал Марио Карациоло ди Феролето (1940-1941)